# Adolphe Stoclet
Adolphe Stoclet (Saint-Gilles, 30 settembre 1871 – Woluwe-Saint-Pierre, 3 novembre 1949) è stato un ingegnere, finanziere e noto collezionista belga.
Oggi, tuttavia, è più famoso come l'uomo che commissionò il Palazzo Stoclet (Palais Stoclet), a Bruxelles in Belgio, tra il 1907 e il 1911.

## Biografia
Stoclet nacque in una famiglia di banchieri belgi a Saint-Gilles, in Belgio, il 30 settembre 1871. Dopo aver studiato ingegneria civile all'Università di Bruxelles, fu impiegato in alcune compagnie ferroviarie italiane e austriache dal 1894 in poi. Tornato in Belgio nel 1904, iniziò a lavorare per la Compagnie Internationale de Chemins de Fer, diventandone presidente nel 1927.
Sua moglie, Suzanne, era nipote del pittore Alfred Stevens e figlia dello storico dell'arte Arthur Stevens. Avevano 3 figli, Raymonde (1897), René (1902) e Jacques (1906). 
Dopo la morte del padre, Stoclet divenne uno dei direttori della Société Générale de Belgique, che per molti anni fu una delle più grandi holding del Belgio e che possedeva circa quaranta imprese diverse, tra cui banche, fabbriche di armi e miniere nel Congo belga. La Banque d'Outremer, un'affiliata della Société Générale de Banque, aveva sede in rue Brederode; Stoclet aveva il suo ufficio nello stesso edificio, ristrutturato dall'architetto Josef Hoffmann.
Mentre si trovava a Vienna per sovrintendere alla costruzione di una ferrovia, Stoclet incontrò uno dei maestri della Secessione viennese (più tardi Wiener Werkstätte), l'architetto Josef Hoffmann. Stoclet condivideva le inclinazioni artistiche d'avanguardia di Hoffmann e commissionò a quest'ultimo di costruirgli la sua villa. Mentre Stoclet inizialmente pensava di costruire la casa a Vienna, alla fine si stabilì a Bruxelles: l'architetto non solo ha ricevuto licenza artistica per il design, ma anche un budget illimitato. Hoffmann ha lasciato gran parte della decorazione interna del Palais Stoclet ai pittori Gustav Klimt e Fernand Khnopff. 
Il Palais Stoclet si trova a Bruxelles, avenue de Tervuren 279-81. Stoclet vi risiedette fino alla sua morte avvenuta a Woluwe-Saint-Pierre il 3 novembre 1949. Sua moglie morì due settimane dopo e la loro collezione d'arte fu divisa tra i loro tre figli. Il Palais Stoclet è ancora occupato dai loro eredi.